# Багате (Білогірський район)
Бага́те (до 1945 року — Багча́-Елі́; крим. Bağça Eli) — село в Україні, у Білогірському районі Автономної Республіки Крим. Центр Багатівської сільської ради. Розташоване на сході району. Населення становить 1062 особи.
За 1,6 км на південний схід від моста через р. Кучук-Карасу розташована Іллінська церква (монастир), збудований у X—XIV ст. (XIV ст.). Постановою Ради міністрів УРСР від 24.08.1963 № 970 монастир включено до реєстру пам'яток культурної архітектури.

## Історія
Поблизу Багатого виявлено залишки поселення доби неоліту, періоду міді і таврського, досліджено курган Кемі-Оба періоду бронзи (дав назву археологічній культурі — кемі-обінська). Неподалік Земляничного відомі середньовічні
поселення і вірменський монастир.

## Населення

### Мова
Розподіл населення за рідною мовою за даними перепису 2001 року:
| Мова              | Кількість | Відсоток |
| ----------------- | --------- | -------- |
| російська         | 567       | 53.39 %  |
| кримськотатарська | 418       | 39.36 %  |
| українська        | 70        | 6.59 %   |
| білоруська        | 1         | 0.09 %   |
| болгарська        | 1         | 0.09 %   |
| інші/не вказали   | 5         | 0.48 %   |
| Усього            | 1062      | 100 %    |

## Мешканці
В селі народився Аблаєв Іззет Джемільович (нар. 1940) — художник-ювелір, кераміст.